# 谷汲鉄道デロ1形電車
谷汲鉄道デロ1形電車（たにぐみてつどうデロ1がたでんしゃ）は、後の名鉄谷汲線を敷設・運営した谷汲鉄道が、同社路線の開業に際して1926年（大正15年）に導入した電車（制御電動車）である。
1926年（大正15年）4月の路線開業に先立って、同年3月に日本車輌製造本店においてデロ1 - デロ6の計6両が新製された。木造車体を備える4輪単車で、形式記号は車内座席を当時の鉄道省における二等車（形式記号「ロ」）並みとしたことに由来し、電動車（デンドウシャ）を表す「デ」と組み合わせた「デロ」を称した。
性能面では、最急33.3 ‰の勾配区間が存在する谷汲鉄道の路線における運用対策として、電磁吸着ブレーキを採用した点が特徴である。その他、6両中2両は単行運転を前提とした直接制御仕様としたが、残る4両については電動カム軸式の間接自動制御器を搭載した間接自動制御仕様とした点が異なる。これは同社路線の敷設目的の一つである、谷汲駅至近に立地する谷汲山華厳寺への参拝客輸送、特にご開帳時における輸送量増大に備え、総括制御による連結運転を意図したものである。
後年の谷汲鉄道の名古屋鉄道（名鉄）への吸収合併に伴う車籍継承および形式称号改訂を経て、デロ1形（以下「本形式」）は1959年（昭和34年）まで在籍した。

## 仕様
全長9,855 mmの木造車体を備える。前後妻面に運転台を備える両運転台仕様で、緩い円弧を描く丸妻形状の妻面に3枚の前面窓を均等配置する。側面には片側2箇所設けられた片開式客用扉と一段落とし窓構造の側窓8枚を備え、側窓は2枚おきに太い窓間柱によって区切った形態とし、側面窓配置はD 2 2 2 2 D（D：客用扉、各数値は側窓の枚数）である。客用扉下部には内蔵型乗降ステップが設けられ、客用扉の下端部が車体裾部まで引き下げられている。また、客用扉部および戸袋部を除く車体側面の裾部には上方への切り欠きが設けられており、台枠が外部へ露出した構造となっている。車内はロングシート仕様で、客用扉直近の側窓1枚分に相当するスペースには座席を設けず立席スペースとし、車両定員は56人（座席28人）である。
制御方式はデロ3・デロ4の計2両については直列4段・並列4段の計8段の力行ノッチを備えるイングリッシュ・エレクトリックDB1-K3C直接制御器を各運転台に搭載する直接制御仕様とした。一方、デロ1・デロ2・デロ5・デロ6の計4両はイングリッシュ・エレクトリックM-15-C自動加速制御装置を床下に搭載する間接自動制御仕様とした。この仕様の相違によって両者は自重が異なり、前者の2両が12.71 tであったのに対して後者の4両は13.21 tと、0.5 t重量が増加している。
主電動機はゼネラル・エレクトリック (GE) 社製の定格出力50 PSの直流直巻電動機を歯車比4.6 (69:15) で1両あたり2基、全軸に搭載した。台車はブリル (J.G.Brill) 社が開発したブリル21-E台車を日本車輌製造が模倣製造したコピー製品である21-E単台車を装着する。制動装置は手用制動を常用し、前述の通り電磁吸着ブレーキを併設する。その他、集電装置としてトロリーポールを前後各1基ずつ搭載し、前後妻面には連結運転に備えて全車とも柴田式の並形自動連結器を装着した。

## 運用
1926年（大正15年）4月の路線開業と同時に運用を開始した。なお、谷汲鉄道の路線は黒野にて親会社の美濃電気軌道（美濃電）が敷設・運営した北方線（のちの名鉄揖斐線）と接続しており、同年7月29日付で両路線の相互直通運転が認可され、本形式も美濃電北方線への乗り入れ運用に充当された。
陸上交通事業調整法を背景とした事業者統合、いわゆる戦時統合により、谷汲鉄道は1944年（昭和19年）3月1日付で名古屋鉄道（名鉄）へ吸収合併された。本形式は名鉄への車籍継承に際して、新たにモ50形（初代）の形式称号が付与され、記号番号はモ51 - モ56となった。この際、直接制御仕様の旧デロ3・デロ4をモ51・モ52と、間接自動制御仕様の旧デロ1・デロ2・デロ5・デロ6を旧番順にモ53 - モ56とそれぞれ改番して、順列を入れ替えている。
さらに第二次世界大戦終戦後の1949年（昭和24年）に実施された形式称号改訂に際してはモ100形（2代）100 - 105と再び形式称号および記号番号を改めた。また改番と同時に、間接自動制御仕様であったモ102 - モ105は従来搭載したM-15-C制御装置をモ110形へ転用するため取り外して全車とも直接制御仕様で統一され、また電磁吸着ブレーキは全車とも撤去された。
本形式は戦後初の華厳寺ご開帳となった1950年（昭和25年）春季の参拝客輸送に充当されたのち、同年8月にモ100 - 104の計5両が当時架線電圧600 V路線区であった豊川線へ転属した。転属に際しては客用扉下部に乗降用の外付けステップを新設し、以降豊川線の主力車両として運用されたが、1953年（昭和28年）12月に実施された豊川線の架線電圧1,500 V昇圧工事完成によって用途を失い、翌1954年（昭和29年）7月に全車廃車となった。廃車後、モ100の車体が西尾保育園に、モ101の車体が扶桑町立高雄小学校に寄贈された。高雄小学校では「仲よし号」と命名され低学年用の図書室として使用されたが、木造車体ゆえに劣化も早く、1965年（昭和40年）2月8日に解体されている。
唯一揖斐線・谷汲線系統に残存したモ105は一般の旅客営業運用からは離脱し、集電装置をトロリーポールから名鉄式Yゲルと称するY字型ビューゲルへ換装、主に冬季の除雪用途に供された。その後、モ105も1959年（昭和34年）3月14日付で除籍され、谷汲デロ1形を由来とする車両は全廃となった。